# Populus trichocarpa
Populus trichocarpa é uma espécie de árvore do gênero Populus, pertencente à família Salicaceae, nativa do oeste da América do Norte.